# Millican (Texas)
Millican város az USA Texas államában, Brazos megyében. Lakosainak száma 240 fő (2010. április 1.).

## Népesség
A település népességének változása:

| 2000 | 108 |
| 2010 | 240 |